# برث
برث (بالإنجليزية: Perth)‏ مدينة في أستراليا هي عاصمة ولاية أستراليا الغربية، والمدينة الأكثر اكتظاظاً بالسكان فيها. يبلغ عدد سكانها 1554769 (2007 تقدير) مما يجعلها رابع أكبر مدن أستراليا النائية من ناحية عدد السكان. مساحتها 5386 كم2.
بيرث تأسست في 12 يونيو 1829 من قبل الكابتن جيمس ستيرلينغ بوصفها مركزاً سياسيا لمستوطني Swan River Colony. وقد واصلت لتكون بمثابة مقر لحكومة ولاية غرب أستراليا إلى يومنا هذا، وسميت باسم المدينة القديمة في اسكتلندا.

## تاريخ
قبل الاستيطان الأوروبي كانت منطقة مأهولة من قبل شعب الأبوروجين منذ أكثر من 40000 سنة، كما يتضح من النتائج الأثرية التي توصل إليها. هؤلاء السكان الأصليين احتلوا زاوية الجنوب الغربي من أستراليا، التي كانوا يعيشون فيها كصيادين.
في وقت مبكر من عصر الاستكشافات الأوروبية تعتبر أول حالة موثقة من رؤية للمنطقة هو الذي أدلى به الكابتن الهولندي وليم دي فلامينغ في 10 يناير 1697. في رؤية دي فلامينغ الملاحظات التي أدلى بها، فإن المنطقة التي ينظر إليها على أنها قاسية وغير ملائمة للزراعة.
وبعد إجراء استفتاء في عام 1900، انضمت إلى اتحاد أستراليا في عام 1901. وكان آخر المستعمرات الأسترالية على الاتفاق للانضمام إلى الاتحاد، وفعلت ذلك بعد أن قدمت المستعمرات الأخرى العديد من التنازلات، بما في ذلك إنشاء خط السكك الحديدية العابر إلى بيرث (عن طريق كالغورلي) من الجزء الشرقي من البلاد.

## جغرافيا
برث هي واحدة من أكثر المناطق الحضرية المنعزلة على الأرض، أقرب مدينة إلى برث التي يبلغ عدد سكانها أكثر من مليون هي أديليد في جنوب أستراليا والتي تبعد عنها 2104 كيلومتر (1307 ميل). بيرث هي أقرب جغرافيا إلى تيمور الشرقية وسنغافورة وجاكارتا في إندونيسيا، مما هي عليه إلى سيدني، ملبورن أو بريسبان. ونقيضتها جغرافيا هي برمودا من هاملتون.

## التعليم
تحتوي مدينة بيرث على عدد من الجامعات والتي تحتوي على تخصصات مختلفة.
- جامعة غرب أستراليا [9]
- جامعة كيرتن [10]
- جامعة مردوخ [11]
- جامعة ايدث كاون [12]